# Granville Bantock
Granville Ransome Bantock (Londra, 7 agosto 1868 – Londra, 16 ottobre 1946) è stato un compositore britannico.

## Biografia

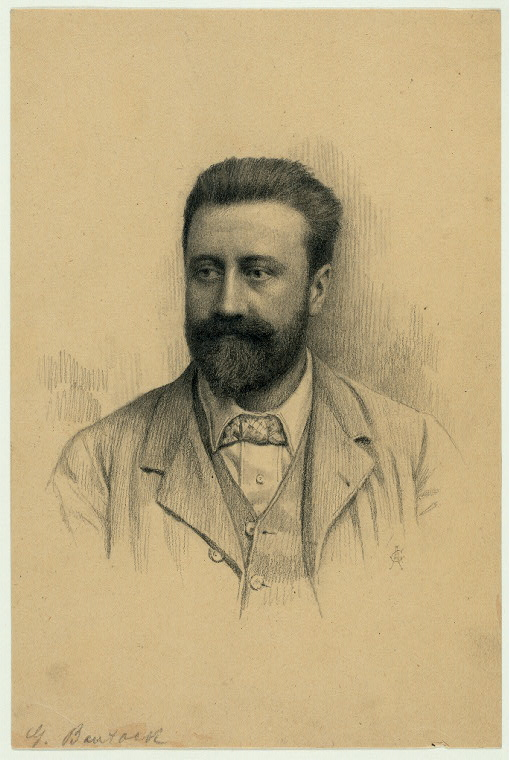
Sir Granville Bantock

Fratello del drammaturgo e regista Leedham Bantock, suo padre era un eminente chirurgo di origini scozzesi che aveva destinato il figlio alla carriera amministrativa in India; tuttavia Granville soffriva cattive condizioni di salute e inizialmente si dedicò allo studio della chimica. All'età di 20 anni, quando iniziò a studiare i manoscritti dei compositori presso la South Kensington Museum Library, fu attratto dal mondo musicale; il suo primo insegnante fu il dottor Gordon Saunders al Trinity College of Music. Nel 1888 entrò alla Royal Academy of Music dove studiò armonia e composizione con Frederick Corder. Ben presto si mise in evidenza in un concerto dell'Accademia con l'ouverture intitolata The Fire Worshippers, scritta nel 1892, oltre all'opera Caedmar. Fondò una rivista musicale intitolata The New Quarterly Music Review.
Negli anni 1896 e 1897 diresse e organizzò concerti per orchestra e musica da camera, con la predilezione per la musica britannica contemporanea; promosse infatti le opere di autori quali Frederic Hymen Cowen, Hubert Parry e Charles Villiers Stanford, eseguendole in pubblico. Nel 1897 diresse i concerti della New Brighton Tower. In quegli anni fondò anche un'orchestra e una società corale e assunse la direzione della scuola musicale Birmingham and Midland Institute; fu anche direttore della Liverpool Orchestral Society, con la quale il 18 gennaio 1908 presentò in anteprima la Brigg Fair, un brano della tradizione inglese arrangiato per orchestra dal compositore Frederick Delius. 
Dal 1908 assunse il ruolo di insegnante di musica alla Università di Birmingham, che tenne fino al 1934, succedendo a Edward Elgar; i suoi studenti includevano il direttore d'orchestra e compositore Anthony Bernard e il compositore Eric Fogg.
Nel 1930 fu insignito del titolo di Knight Bachelor. Sposato dal 1898 con Helena von Schweitzer, visse gli ultimi anni tra Birmingham e Londra.
Il suo stile musicale venne influenzato dalla musica folk delle Isole Ebridi e dalle opere di Richard Wagner. Una parte dei suoi lavori comprendono un elemento esotico, come ad esempio la epica corale Omar Khayyám. Tra le sue opere meglio conosciute vi è l'overture The Pierrot of the Minute (1908) e la Pagan Symphony (1928).

## Composizioni principali

### Opera
- The Pearl of Iran, *Caedmar, opera romantica (1892)
- The Seal Woman, opera folk celtica (libretto di Majorie Kennedy Fraser)
- Eugene Aram opera in quattro atti (1892)
- The Pearl of Iran

### Corale
- The Fire Worshippers, dramma cantato per coro e orchestra (1892)
- The Time Spirit, rapsodia per coro e orchestra (dedicato a Herbert Brewer);
- Sea Wanderers, poema per coro e orchestra (1907)
- The Song of Liberty per coro e orchestra (1914)
- The Burden of Babylon per coro, (1927, testo:biblico)
- Prometheus Unbound per coro e orchestra (1936, testo di Shelley)

### Voce maschile
- Mass in B flat major (liturgica, 1903)
- Choral Suite, (1926)
- Seven Burdens of Isaiah, (1927)
- Three Sea Songs, (1920)
- Three Cavalier Tunes, (1920)
- Three Browning Songs, (1929)
- Lucifer in Starlight

### Sinfonie
- Hebridean Symphony (1913)
- Pagan Symphony (motto: et ego in Arcadia vixi, 1927)
- The Cyprian Goddess: Sinfonia N. 3 (1938/39)
- Celtic Symphony (1940)

### Concerti
- Elegiac Poem per orchestra (1898)
- Sapphic Poem per orchestra (1906)
- Celtic Poem per orchestra (1914)
- Hamabdil per arpa (1919)
- Dramatic Poem per orchestra (1941)